# Helena Dragaš
Helena Dragaš, född 1372, död 23 mars 1450 i Konstantinopel, var en bysantinsk kejsarinna, gift med Manuel II Palaiologos.  Hon var regent i Bysans mellan sin son Johannes VIII:s död 1448, och sin frånvarande son Konstantin XI:s trontillträde 1449. Helena var den näst sista kejsarinnan av Bysans, och den som levde längst.  
Helena Dragaš vördas också som helgon av ortodoxa kyrkan.

## Biografi
Helena Dragaš var dotter till den serbiske vasallen Konstantin Dragaš och dennes första, okända maka. Hon gifte sig med Manuel II 10 februari 1392, och kröntes dagen därpå. Det finns teorier om att äktenskapet arrangerades som en icke-angreppspakt mellan serberna och Bysans. Det finns nästan ingen information om henne alls under hennes tid som kejsarinna.
Efter makens död 1425 blev hon nunna under namnet Hypomone, "Tålamod". Det faktum att hon avlade klosterlöftena innebar dock inte att hon lämnade hovet och gick i kloster i praktiken. Hon fungerade som politisk rådgivare åt sin son Johannes VIII och utövade stort inflytande över regeringens affärer. Hon är betydligt mer omtalad som änkekejsarinna än som kejsarinna. Hon engagerade sig främst i kyrkopolitiken, och är känd som ledare för den falang som motsatte sig en union mellan den ortodoxa och den katolska kyrkan, en fråga som tillhörde de viktigaste inom politiken under Johannes regeringstid. Hennes hållning gjorde henne hyllad bland de ortodoxa, och hon förmodas ha legat bakom det faktum att förhandlingarna ständigt drog ut på tiden trots att kejsaren själv var positiv till unionen. 
Helena Dragaš son Johannes VIII Palaiologos död 1448 utlöste ett inbördeskrig mellan hennes söner Konstantin XI Palaiologos och Demetrius, som försökte erövra tronen.
Tronstriden avslutades genom medling av Helena, som föredrog Konstantin framför Demetrius, eftersom den förra var fredligt lagd. Konstantin befann sig i Mistra på Peloponnessos vid Johannes död, och hon såg till att han utropades till kejsare i sin frånvaro och tillförsäkrade sig rätten att fungera som regent i Konstantinopel tills han kunde återvända till huvudstaden och överta makten 1449.  
År 1449 kunde därför Konstantin ta kontrollen över Konstantinopel som kejsare, medan hans bröder Demetrius och Thomas utnämndes till despoter i Morea. Helena hade därmed förhindrat inbördeskrig i Bysans.
Även under sin andra son Konstantins regeringstid fungerade hon som politisk rådgivare. Hon avled 1450. Efter sin död vördades hon som helgon av ortodoxa kyrkan.